# مهرداد ششم، پادشاه پنتوس
مهرداد ششم، پادشاه پنتوس (به یونانی: Μιθραδάτης) یا مهرداد کبیر، از سال ۱۲۰ تا ۶۳ پیش از میلاد، پادشاه حکومت مهردادیان واقع در شمال آناتولی بود و از مخالفان جدّی و مصمّم جمهوری روم به شمار می‌رفت.
مهرداد پادشاهی جاه‌طلب و توانمند بود که قصد داشت بر تمام آسیای کوچک و سرزمین های کنار دریای سیاه چیرگی یابد و در این جهت، چندین جنگ بزرگ و سخت اما ناموفق (جنگ‌های مهردادی) برای شکستن سلطه روم بر آسیا انجام داد.
او را بزرگ‌ترین پادشاه پونتوس لقب داده‌اند و پس از مرگ وی را «مهرداد بزرگ» نامیدند.
او مدعی بود که از نوادگان داریوش بزرگ است.

## نام
نام او به زبان فارسی امروزی «مهرداد» است، که در پارسی باستان «میثره‌داتَه» به معنای «دادهٔ میثره (مهر)» بوده است. یونانیان و رومیان او را «میتراداتس» خوانده‌اند.

## تبار
مهرداد ششم از تبار ایرانی_پارسی بود و تبارش به کوروش بزرگ و داریوش بزرگ شاهان هخامنشی می‌رسد. همچنین برخی از مورخان مدعی هستند که تبار یونانی‌اش به آنتیپاتر که یکی از سرداران اسکندر مقدونی بود و سلوکوس یکم پادشاه سلوکی بازمی‌گردد.

## سالشمار

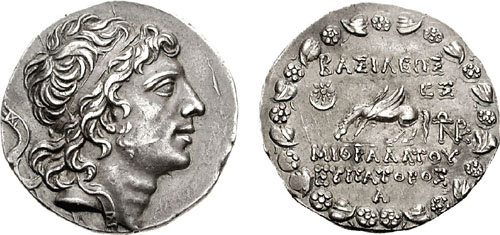
سکه مهرداد ششم کشف شده در پرگامون

- ۱۲۰ پیش از میلاد: اوج گرفتن قدرت پادشاهی پنتوس به وسیله مهرداد ششم پنتوس بود.[۴]
- ۱۲۰ تا ۹۰ پیش از میلاد: دوران اتحاد مهرداد ششم پنتوس با روم بود.[۴]
- ۱۰۰ تا ۹۱ پیش از میلاد: حمله مهرداد ششم پنتوس به خاک جمهوری روم در آسیای صغیر.[۴]
- ۹۰ تا ۸۸ پیش از میلاد: فتح کاپادوکیه در آسیای صغیر به وسیله مهرداد ششم پنتوس.[۴]
- ۸۷ تا ۸۶ پیش از میلاد: جنگ‌های مهردادی شروع می‌شود و مهرداد ششم پنتوس به وسیله رومیان از یونان و دیگر نقاط اروپا عقب رانده می‌شود.[۴]
- ۷۵ تا ۷۲ پیش از میلاد: شکست مهرداد ششم پنتوس از رومیان و گریختن و پیوستن به هم پیمانش تیگران دوم پادشاه ارمنستان.[۴]
- ۶۳ پیش از میلاد: مرگ مهرداد ششم پنتوس.[۴]

## دوران سلطنت
وی که از حدود سال ۱۲۰ تا ۶۳ پیش از میلاد سلطنت نمود، بزرگ‌ترین دشمن امپراتوری روم در طول یک قرن پیش از میلاد به‌شمار می‌آمد.
مهرداد بزرگ به تدریج بر کاپادوکیه، پافلاگونیا، بیثونیا و تقریباً تمامی کرانه‌های دریای سیاه تسلط یافت.
مخالفت وی با شاهان بیثونیا و پیشروی نیروهای روم به مدیترانه شرقی، دولت روم را در برابر وی قرار داد و موجب شد تا سه بار با رومیان بجنگد و این جنگها در تاریخ به نام «جنگ‌های مهردادی» معروف است.
مهرداد در نخستین جنگ که از ۸۹ تا ۸۴ پیش از میلاد به طول انجامید، تمامی نواحی سرزمین آسیای کوچک را فتح نموده و ساکنان رومی این نواحی را کشت و حتی یونان را به چنگ آورد، تا اینکه سردار وی در یونان از دست سولا، سردار رومی شکست خورد و مهرداد ناچار به صلح شد و غرامت زیادی پرداخت.
در دومین جنگ (۸۳ تا ۸۱ پیش از میلاد) پس از یک رشته کشمکش‌های جزئی، مهرداد با شکست سپاهیان رومی پونتوس را مورد حمله قرار داد، اما رومیان به پیروزی دست یافته و او را تا ارمنستان عقب راندند.
در سومین جنگ (۷۴ تا ۶۴ پیش از میلاد) مهرداد بیثونیا را متصرف شد و پونتوس را از نو فتح کرد (۶۸ تا ۶۷ پیش از میلاد) امّا از پومپه سردار رومی در سال ۶۶ پیش از میلاد شکست خورد و به کریمه گریخت.
در اینجا بود که او طرح نقشه بزرگ و بلندپروازانه‌ای مبنی بر حمله به روم را در سر می‌پروراند امّا فرزندش با خیانت به او، وی را از سلطنت خلع کرده و مهرداد ناخرسند از این عمل سرانجام خودکشی نمود.

## مصونیت در برابر سم
گفته می‌شود که او در جوانی پس از کشته شدن پدرش مهرداد پنجم در ۱۲۰ پیش از میلاد، هفت سال در بیابان زندگی کرد و خود را به سختی آزار داد.
در زمان حضور در بیابان و پس از به سلطنت رسیدن با مصرف منظم دوزهای زیر کشنده از سموم به ویژه آرسنیک که عامل مرگ پدرش بود، در برابر سموم مصونیت ایجاد کرد.
مهرداد ششم پونتوس (تولد حدوداً ۱۳۴ پیش از میلاد) بر یک دولت وسیع در دریای سیاه فرمانروایی می‌کرد و در سلسله جنگ‌هایی که چندین دهه به طول انجامید، با جمهوری روم در رقابت بود.
مهرداد ششم به عنوان خطرناک‌ترین دشمن روم تا زمان مرگش در سال ۶۳ قبل از میلاد، به عنوان «اولین سم‌شناس تجربی» به دلیل پژوهش های گسترده اش در مورد تعداد زیادی از سموم و پادزهرها شناخته می‌شود.
او از ترس ترور توسط سم، تیمی از گیاه شناسان، پزشکان و شمنها را گردهم آورد تا به دنبال ایجاد یک «پادزهر جهانی» باشند که از او در برابر همه سموم محافظت کند.
آزمایش‌های مهرداد تحت تأثیر نظریه‌های سنتی و محققان قبلی و با دسترسی به منابع طبیعی غنی، منجر به فرمول‌بندی بیش از ۵۰ ماده تشکیل‌دهنده ترکیبی از سموم حیوانی، گیاهی و معدنی با پادزهر شد.
او خود را در برابر مقادیر کشنده آرسنیک مصون ساخت و از سلامتی قوی برخوردار بود تا اینکه در ۷۰ سالگی مجبور به خودکشی شد.
مهردادگری که از نام مهرداد منشأ گرفته است تمرین محافظت از خود در برابر سم با تجویز تدریجی مقادیر غیر کشنده خود به خود است.
مهرداد ششم، به قدری از مسموم شدن می‌ترسید که به‌طور مرتب دوزهای کوچک سم را می‌خورد و هدفش تقویت ایمنی بود.
افسانه‌ها حاکی از آن است که مهرداد با استفاده از سم تلاش کرد تا خودکشی کند، اما به دلیل مصونیتش نتوانست و وادار شد به یک مزدور متوسل شود که او را با شمشیر بکشد.

## مرگ
او پس از سال‌ها جنگ و مقاومت در برابر روم، نهایتاً در سال ۶۳ پیش از میلاد خودکشی کرد. دلایل این خودکشی ترکیبی از شکست نظامی، خیانت داخلی و شرایط سیاسی بودند. در اواخر عمر، مهرداد برای بازپس‌گیری تاج و تخت و مقابله مجدد با روم، در حال طرح‌ریزی حمله‌ای از طریق اسکیتیا و شمال دریای سیاه بود. اما پسرش فرناسس دوم علیه او شورش کرد و خودش را به روم تسلیم نمود. مهرداد می‌دانست که اگر زنده دستگیر شود، رومی‌ها او را در یک رژه پیروزی به روم خواهند برد، که در آن شاهان شکست‌خورده را به‌صورت تحقیرآمیز در خیابان‌های روم نمایش می‌دادند. او نمی‌خواست چنین سرنوشتی داشته باشد. او ابتدا تلاش کرد با زهر خودکشی کند، اما اثر نکرد. در نهایت از یک سرباز یا گلادیاتور خواست تا او را با شمشیر بکشد.